# ハールレム近郊の砂丘の風景
『ハールレム近郊の砂丘の風景』（ハールレムきんこうのさきゅうのふうけい、英: Dune Landscape near Haarlem）、または『藪』（やぶ、英: The Bush、仏: Le Buisson）、『ハールレム近郊の茂み』（ハールレムきんこうのしげみ、英: The Thicket near Haarlem）は、17世紀オランダ黄金時代の風景画家ヤーコプ・ファン・ロイスダールが1653年にキャンバス上に油彩で制作した絵画である。パリのルーヴル美術館に所蔵されており、美術館でのフランス語の題名は「Le Buisson」、または「Chemin dans les dunes harlemoises」となっている。目録番号は1819で、サイズは縦68センチ、横82センチである。

## 作品
本作は、研究者シーモア・スライヴの2001年のロイスダール作品総目録では、60番『ハールレム近郊の砂丘の風景』と呼ばれている。研究者ホフステーデ・デ・フロートは、自身の1911年の総目録で、 『ハールレム近郊の風景』、または『藪』と呼び、目録番号は890番となっている。
絵画には制作年が記されていない。スライヴは1647年としている。ルーヴル美術館は1653年としている。
作品は、フランス国王ルイ14世のコレクションにあった。
ヤーコプ・ファン・ロイスダールはハールレムで生まれ、徒弟期間を終えた後、故郷を離れて広大な砂丘を放浪し、その独特な風景を初期の作品の主題とした。その砂丘の風景の大半は、人物を加えることによって活気づいたものとなっている。画面には、猟犬を連れ、明るく照らされた砂道を、おそらく後景にある農場に向かって歩く男が見える。左端には、ハールレムの町の輪郭 (フローテ教会からわかる) が地平線上に浮かぶ。
この絵画の主題は、前景の藪にも見える大きな木である。これは柳の木で、海風に吹きつけられて前に傾斜している。若きロイスダールは、この木の葉1つ1つを細心の注意を払って描いた。光が後ろから射しているため、葉先は金色にきらめき、右側の小道に立つ木とともに本作を魅力的に見せている。
このような作品は、19世紀のロマン派やバルビゾン派の画家によって高く評価され、また模倣された。『藪』という題名は、テオドール・ルソーの親友で、批評家兼収集家であったテオフィル・トレにより19世紀に付けられた。こうした影響を考えれば、ロイスダールは印象派の先駆者であるといえるだろう。
19世紀に、フィンセント・ファン・ゴッホは、『防波堤』、『光線 (ロイスダールの絵画)』(ルーヴル美術館) とともに、ロイスダールの本作を「見事だ」と評した。